# Das Schachbrett des Teufels
Das Schachbrett des Teufels: Die CIA, Allen Dulles und der Aufstieg Amerikas heimlicher Regierung ist eine Publikation von David Talbot und dem Übersetzer Andreas Simon dos Santos, die am 1. September 2016 beim Westend Verlag veröffentlicht wurde. Es handelt sich um die deutschsprachige Übersetzung der englischsprachigen Originalausgabe The Devil’s Chessboard: Allen Dulles, the CIA, and the Rise of America’s Secret Government, die am 13. Oktober 2015 bei Harper erschien.
Talbot beschreibt das Handeln von Allen Dulles und der Central Intelligence Agency (CIA), vor allem angebliche Attentate, staatsterroristische Handlungen, Einmischung in innere Angelegenheiten anderer Staaten, Einflussnahmen auf Wahlen und Regierungswechsel, Black Operations und Umsturzversuche. In vieler Hinsicht wird auch die Rolle seines Bruders John Foster Dulles als entscheidend dargestellt.

## Inhalte
Der erste Teil des Buches widmet sich der widersprüchlichen Rolle Dulles’ gegenüber dem Nationalsozialismus (Kapitel 1. Der Doppelagent), dem Holocaust (2. Menschenrauch), dem 2. Weltkrieg (4. Operation Sunrise) und hinsichtlich der Verfolgung von Kriegsverbrechen und Verbrechen gegen die Menschlichkeit (3. Die Geister von Nürnberg, 5. Rattenlinien).
Talbot stellt dar, wie Dulles in den 30er Jahren als Rechtsanwalt der Wall-Street-Kanzlei Sullivan & Cromwell mit Firmen im nationalsozialistischen Deutschland zusammengearbeitet habe. Er habe Vermögenswerte deutscher Unternehmen versteckt und Beweise zurückgehalten. Talbot beklagt, Dulles habe nur in wenigen seiner Berichte nach Washington die Tötung der Juden erwähnt.
Dulles habe nach dem Krieg Kriegsverbrecher vor der Verfolgung geschützt, weil er diese Leute gegen den Sowjetkommunismus einzusetzen gedachte, so etwa Reinhard Gehlen mit der Organisation Gehlen. Bei seinen Teil-Kapitulationsverhandlungen mit Karl Wolff in Italien und der Schweiz habe er -laut Talbot- das Ziel verfolgt, eine bedingungslose Kapitulation zu verhindern (Operation Sunrise).
Der zweite Teil analysiert die Organisation und Leitung von CIA-Aktionen. Dulles habe als Chef der CIA 1953 den Sturz Mossadeghs im Iran (Operation Ajax) ebenso unterstützt wie 1954 den von Árbenz in Guatemala (Operation PBSUCCESS). Der CIA sei 1961 an der Vorbereitung der Ermordung von Patrice Lumumba beteiligt gewesen. Weitere Höhepunkte seines Wirkens sind nach Talbot die Organisation der Invasion in der Schweinebucht, die seiner Meinung nach scheitern sollte, um Präsident [John F. Kennedy|Kennedy] zum Einsatz der US-Truppen zu veranlassen, außerdem Attentatsversuche gegen Fidel Castro (Operation Mongoose).
Talbot stellt Verbindungen zwischen den Dulles-Brüdern und Richard Nixon her. Sie hätten gegenüber Eisenhower Nixon als Nachfolger propagiert. Insgesamt habe Eisenhower den beiden Dulles-Brüdern einen zu großen Einfluss auf die Außenpolitik eingeräumt. Kapitel 12 (Hirnkrieg) widmet sich der Rolle Dulles’ im MKULTRA-Programm. 1961 sei Allen Dulles in den geplanten Militärputsch gegen Charles de Gaulle verwickelt gewesen (Attentat von Petit-Clamart).
Der dritte Teil bietet einen Indizienbeweis für die Schuldigen des Attentats auf John F. Kennedy. Die Ermordung Kennedys 1963 beruht nach Talbots Darstellung auf der Auffassung der Industrie- und Sicherheitseliten, Kennedy sei als schwacher und naiver Präsident eine Bedrohung für die nationale Sicherheit, insofern Konflikte mit kommunistischen Ländern vermeide und Gelegenheiten ungenutzt verstreichen lasse, den Kommunismus weiter einzudämmen. Die „Manipulationen“ der Warren-Kommission und die Ablenkung des Verdachts von William King Harvey auf Lee Harvey Oswald seien hauptsächlich auf Dulles’ Einfluss zurückzuführen. Robert F. Kennedy sei als Bedrohung für die Präsidentenmörder betrachtet und daher ebenfalls ermordet worden.

## Rezensionen
In Washington Decoded stellte David M. Barrett dar, Talbots einseitige Sicht auf die Geschichte sei von Mills „Marx-light“-Ansatz in The Power Elite bestimmt. Die Porträts von Eisenhower und den Brüdern Dulles seien eine Comic-Version der Politik der 1950er Jahre. Eisenhower sei nicht der nette Dummkopf gewesen, der sich von den Brüdern steuern oder übertölpeln ließ. Talbots Quellen seien einseitig, etwa Anthony Summer zu Walter Bedell Smith. Es könne nicht nachgewiesen werden, dass Eisenhower von Anschlagsplänen, zum Beispiel gegen Castro, gewusst habe, Talbot gehe aber davon aus, obwohl er trotz größerer Evidenz Kennedy exkulpiere. Talbot übertreibe (bei William Pawleys Bedeutung für die Kubapolitik), er spekuliere wild, so zum Beispiel, dass Dulles Lyndon Johnson gedrängt habe, Dulles in die Warren Commission zu setzen, in Wirklichkeit habe Kennedy dies vorgeschlagen und Dulles Zweifel geäußert. Er kenne die Sekundärliteratur kaum, die Klage Eisenhowers zur misslichen Lage der CIA missverstehe er, da er sich lediglich auf Tim Weiner stütze. Talbots Darstellung sei schräg, insofern er beim Wechsel zu Nixon den tatsächlichen Rechtsruck konstatiere, ihn aber Dulles’ Einfluss zuschreibe. Flüchtigkeit führe Talbot zu Vereinfachungen. Gut sei jedoch die Nutzung neuer Quellen wie die Arthur M. Schlesingers, die Analyse von menschlichen Beziehungen und Teile des Kapitels Brain Warfare. Barett empfiehlt Peter Grose als solideren Autor und hält die Verfilmung von Talbots Buch durch Oliver Stone für passend.
J.R. Seeger (CIA-Center for the Study of Intelligence) hält Talbots Interpretationen vor allem im zweiten und dritten Teil für verschwörungstheoretisch. Es sei beispielsweise aus der Forschung nicht klar ersichtlich, dass Dulles die Absicht hatte, das Unternehmen Schweinebucht scheitern zu lassen, ebenso seien die Verbindungen der CIA zu den Mördern Kennedys unbelegt. Auch der übrige zweite Teil sei von der gezielten Auswahl von Quellen geprägt, während der erste solide Ergebnisse darstelle. Es handle sich daher um zwei Bücher in einem.
Joseph A. Palermo stimmte in einem Beitrag auf der Blogseite der Huffington Post Talbots Analysen zu. Zum Mord an Kennedy biete Talbot eine der bis dato umfassendsten und gedanklich reichsten Diskussionen.
Michael Hochgeschwender (FAZ) kritisiert vor allem die Verschwörungstheorie, dass Dulles am Attentat auf John F. Kennedy beteiligt gewesen sei. Talbot blende in seiner Anklageschrift alle gegenläufigen Aspekte aus und Kennedy wie an anderer Stelle Roosevelt würden auf zu simple Weise als positive Gegenfiguren dargestellt.
Willi Winkler (Süddeutsche Zeitung), der Stephen Kinzers Interpretation in The two brothers bevorzugt, stellt fest, mit seinem manichäischen Weltbild „konnte Dulles gar nicht anders“, als Mossadegh zu stürzen, anschließend Jacobo Árbenz Guzmán … und Patrice Lumumba im Kongo, verdeckte Aktionen, die schon 1975 in einem Senatsausschuss ans Licht gekommen seien. 
Der Presbyterianer Dulles handelte im besten amerikanischen Interesse und ging dabei selbstverständlich über Leichen, solange es keine amerikanischen waren. Das kann man zynisch nennen oder die Kissinger-Doktrin oder hohe Staatskunst.
Winkler bemängelt, dass die Abrechnung des „Geschichtenerzählers“ Talbot mit dem „Schurken“ Dulles von der Lust an der „fetten Kolportage, der Dime Novel,“ nicht frei sei, die Talbot neben seinen Sachbüchern verfasst. Auch die Psychologie Jungs führe nicht zu einem angemessenen Verständnis. Winkler lobt im Vergleich Kinzer, da dieser auch die Zusammenwirkung von Regierung Eisenhopwer und Kennedy mit der CIA darstelle. An Talbot kritisiert er weiterhin, es fänden sich auch sachlich falsch dargestellte Sachverhalte zur Organisation Gehlen und zu den Rattenlinien, die längst aufgearbeitet worden seien.
The Devil’s Chessboard war 2015 unter den Wochen-Bestsellern der New York Times auf Rang 4 im Bereich Sachbuch, Spionage.

## Bibliografie
- David Talbot und Andreas Simon dos Santos: Das Schachbrett des Teufels: Die CIA, Allen Dulles und der Aufstieg Amerikas heimlicher Regierung. Westend Verlag; 1. Edition (1. September 2016) ISBN 978-3-86489-149-6

- The Devil’s Chessboard: Allen Dulles, the CIA, and the Rise of America’s Secret Government. HarperCollins, ISBN 978-0-06-227616-2